# Lędowa
Lędowa [lɛnˈdɔva] (tiếng Đức: Waldhof) là một khu định cư ở khu hành chính của Gmina Rymań, thuộc hạt Kołobrzeg, West Pomeranian Voivodeship, ở phía tây bắc Ba Lan. Nó nằm khoảng 3 kilômét (2 mi)   phía bắc Rymań, 23 km (14 mi) về phía nam của Kołobrzeg và 88 km (55 mi) về phía đông bắc của thủ đô khu vực Szczecin.
Trước năm 1945, khu vực này là một phần của Đức. Đối với lịch sử của khu vực, xem Lịch sử của Pomerania.